# Дрідорф
Дрідорф (нім. Driedorf) — громада в Німеччині, знаходиться в землі Гессен. Підпорядковується адміністративному округу Гіссен. Входить до складу району Лан-Дилль.
Площа — 47,55 км2. Населення становить 5061 ос. (станом на 31 грудня 2020).